# Carex alata
Carex alata es una especie de planta herbácea de la familia de las  ciperáceas.

## Descripción
Son plantas con rizomas cortos, poco visibles, que forman en su mayoría grandes y densos grupos.  Tienen tallos florales de 30-120 cm de largo, por lo general más largos que las hojas. Las hojas están bien desarrolladas, miden de 2 a 50 cm de largo. Vainas de las hojas extendidas más allá del punto de inserción de la lámina de la hoja, con el lado ventral verde casi hasta la punta, cóncavo y poco engrosado, la lígula más larga que ancha y en forma de U o de V.
Inflorescencia recta o casi, los picos 4-8 densamente superpuestos a lo largo del eje. Espigas de 8-15 mm de largo, 6-12 mm de ancho, la parte pistiladas es circular o ampliamente ovada, redondeadas en la punta. Frutos de 1.5-2.0 mm de largo, 0.9-1.3 mm de ancho, oblongo-ovados con el contorno redondeado, marrón amarillento. Tiene un número de cromosomas de 2 n = 74.

## Distribución y hábitat
Dispersos en la Meseta de Ozark y las tierras bajas del este de Misisipi (en EE. UU. y Canadá hasta Illinois y Texas. Son más comunes a lo largo del Atlántico y las Llanuras Costeras del Golfo). Se encuentra en estanques, pantanos, bosques de tierras bajas,  zanjas, también pastizales húmedos y campos en barbecho. A menudo son acuáticas.

## Taxonomía
Carex aggregata fue descrita por  John Torrey y publicado en Annals of the Lyceum of Natural History of New York 3: 396. 1836.
Etimología
Ver: Carex
alata; epíteto latino  que significa "con alas".
Sinonimia
- Carex alata var. pulchra Olney
- Carex albolutescens var. alata (Torr.) Kük.
- Carex straminea var. alata (Torr.) Boeckeler
- Carex straminea var. alata (Torr.) L.H. Bailey
- Kolerma alata (Torr.) Raf.[3][4]